# Tupu
Tupu (Toupou) è una serie televisiva d'animazione francese e Canadese.
In Francia è andata in onda dal 18 aprile 2005. In Italia è stata trasmessa su Disney Channel dal 4 maggio 2005.

## Descrizione
Tupu è una bambina "selvaggia" e scalza di 10 anni. Lei abita in un albero del Central Park con lo scoiattolo Saetta. Ogni giorno vede il suo amico Norton. La signora Divot la porta al Central Park dove c'è Shoobz, il guardiano del parco, che vive con la vecchissima ed irascibile madre. Egli vuole provare alla città che Tupu esiste. Tenta spesso di catturarla, ma lei lo sconfigge regolarmente. Norton abita a casa di Malcolm, il cui padre è il Sindaco Borden.

## Doppiatori
- Doppiaggio italiano: Tecnosound
- Coordinamento: Anna Lanciotti
- Dialoghi italiani: Emanuela D'Amico, Stefanella Marrama, Antonia Forlani
- Direzione del doppiaggio: Barbara Berengo
- Tupu: Beatrice Margiotti
- Norton Hollberg: Alessio Nissolino
- Schoups: Pierluigi Astore
- Sindaco Borden: Saverio Indrio
- Signora Divot: Sonia Scotti e Valeria Perilli
- Malcolm : Roberto Certomà

## Episodi
| Titolo originale                                   | Data trasmissione originale |
| -------------------------------------------------- | --------------------------- |
| Premiers pas sur scène                             | 18 aprile 2005              |
| Une star à la maison                               | 19 aprile 2005              |
| Une amie pour Toupou                               | 21 aprile 2005              |
| L'épouvantail                                      | 22 aprile 2005              |
| La chasse à la Toupou                              | 25 aprile 2005              |
| Gare au gorille                                    | 26 aprile 2005              |
| La règle du jeu                                    | 29 aprile 2005              |
| Bienvenue au club                                  | 2 maggio 2005               |
| Kangourou                                          | 3 maggio 2005               |
| Bébé John                                          | 5 maggio 2005               |
| Singeries                                          | 6 maggio 2005               |
| Le compte est bon                                  | 9 maggio 2005               |
| Adieu                                              | 23 maggio 2005              |
| Brisons la glace!                                  | 24 maggio 2005              |
| L'anniversaire de Norton (Il compleanno di Norton) | 19 maggio 2005              |
| La dame aux pigeons                                | 23 giugno 2005              |
| Le concert des animaux                             | 27 maggio 2005              |
| Le plus beau Noël                                  | 31 maggio 2005              |
| Le voleur de chapeaux                              | 30 maggio 2005              |
| Ne vous fiez pas aux apparences                    | 20 maggio 2005              |
| Norton a le vertige                                | 12 maggio 2005              |
| Toupou déménage                                    | 17 maggio 2005              |
| Toupou en vacances                                 | 13 maggio 2005              |
| Toupou à la une!                                   | 26 maggio 2005              |
| Un concert d'enfer                                 | 14 giugno 2005              |
| Un pour tous, tous pour un                         | 28 aprile 2005              |